# Vaccí contra el papil·lomavirus humà
El vaccí contra el papil·lomavirus humà (vacuna del VPH) o vacuna contra el papil·lomavirus humà és un vacuna que evita la infecció amb certs tipus de papil·lomavirus humans associats amb el desenvolupament de càncer cervical, berrugues genitals, i altres càncers menys comuns (p. ex. el càncer anal o de gola, vulvar, vaginal,
penià). Avui en dia s'han comercialitzat dos vaccins: Gardasil ™ i Cervarix™. Ambdues protegeixen contra els dos tipus de VPH que provoquen càncer cervical, i altres càncers genitals; Gardasil també protegeix contra dos dels tipus de VPH que provoquen berrugues genitals.
Gardasil™ resulta efectiu per a la prevenció de la infecció per VPH en homes.
Les autoritats de salut pública d'Austràlia, el Canadà, els Estats Units i diversos països d'Europa recomanen que la vaccinació de dones joves contra VPH a causa d'infecció alta es consideri a escala mundial, per tal de reduir el nombre de tractaments dolorosos i costosos per a displàsia cervical, que és provocada pel VPH, i l'objectiu d'evitar berrugues genitals i càncer cervical. A escala mundial, el VPH és la malaltia de transmissió sexual més comuna en adults.
Per exemple, més d'un 80% de dones estatunidenques haurà contret com a mínim una infecció per VPH abans dels 50 anys.

Encara que la majoria de les dones infectades amb VPH genital no tenen complicacions a causa de la infecció pel VPH, Anualment hi ha a nivell mundial aproximadament 470.000 nous casos de càncer cervical que ocasionen 233.000 morts. Al voltant d'un vuitanta per cent de morts de càncer cervical ocorren en països pobres. Als Estats Units, gran part dels aproximadament 11.000 càncers cervicals diagnosticats anualment es donen en dones que mai no havien realitzat un frotis de Papanicolau (Pap smear), o no l'havien realitzat en els darrers cinc anys abans del diagnòstic.
Atès que el vaccí només cobreix alguns tipus de VPH d'alt risc alt, els experts encara recomanen el cribratge mitjançant frotis del cèrvix uterí de forma regular fins i tot després de la vaccinació.

## Història
En el treball que s'inicià a mitjans de la dècada de 1980, el vaccí es desenvolupà, en paral·lel, per investigadors al Centre Mèdic de la Universitat de Georgetown, la Universitat de Rochester, la Universitat de Queensland a Austràlia, i l'Institut Nacional del Càncer dels EUA. El 2006, la FDA dels EUA i aprovà el primer vaccí del VPH HPV preventiu, comercialitzada per Merck & cia. sota el nom comercial Gardasil™. Segons els comunicats de premsa de Merck, en el segon trimestre del 2007, s'havia aprovat a 80 països, molts sota pista ràpida o ressenya expedida. Al mateix 2007, GlaxoSmithKline sol·licità l'aprovació als Estats Units per a un vaccí preventiu del VPH similar, coneguda com a Cervarix™. El juny de 2007, aquest vaccí obtenia la llicència per a la comercialització a Austràlia; i a la Unió Europea l'EMEA l'aprovà el setembre d'aquell any. Arran de dos casos d'efectes adversos amb epilèpsia mioclònica a la Comunitat Valenciana el febrer del 2009 associada a un lot de Gardasil l'EMEA recomanà la continuació dels programes nacionals de vaccinació, ja que no en determinà l'associació causal tot i així resten dubtes sobre la seguretat d'aquest lot.

### Vaccins terapèutics del VPH
A banda dels vaccins preventius (Gardasil™ i Cervarix™) la investigació de laboratori i uns quants assajos clínics humans se centren en el desenvolupament de vaccins terapèutics del VPH. En general aquests vaccins se centren en els oncogens principals de VPH, E6 i E7. Ja que l'expressió d'E6 i E7 és necessària per promoure el creixement de cèl·lules de càncer cervical (i cèl·lules dins de les berrugues), s'espera que les respostes immunitàries contra els dos oncogens podrien disminuir la prevalença actual de tumors.

## Prevalences del VPH genital

### A escala mundial
A nivell mundial, el càncer cervical és el cinquè càncer pel que fa a la mortalitat femenina. hi ha aproximadament 470.000 nous casos de càncer cervical i 233.000 morts anuals.

### Estats Units
Segons els CDC (Centers for Disease Prevention and Control), abans dels 50 anys més de 80% de les dones estatunidenques hauran contret la infecció per un tipus de VPH genital. Tant homes com dones poden ser portadors del VPH. El VPH és la MTS més comuna als EUA, segons els CDC. Un gran percentatge de la població estatunidenca és infectada amb VPH genitals perquè el VPH és fàcilment transmissible. Com a resultat, els experts de salut pública estatunidencs recomanen la vaccinació per al papil·lomavirus.
Només un petit percentatge de dones amb infecció genital per VPH desenvolupen càncer cervical. Cada any, entre 250.000 i 1 milió de dones estatunidenques es diagnostiquen amb displàsia cervical, que és provocada per VPH i és un potencial precursor de càncer cervical. Vora 11.000 dones estatunidenques es diagnostiquen de càncer cervical anualment, i aproximadament 3.700 moren per any a causa d'aquest càncer. La majoria dels càncers ocorren en aquells que no han tingut citologia de Papanicolao dins dels cinc anys previs.
Hi ha 19 tipus de VPH "d'alt risc" que poden conduir al desenvolupament de càncer cervical o altres càncers genitals i anals (associats a pràctiques sexuals); algunes formes de VPH, especialment el tipus 16, s'ha establert una associació amb una forma de la càncer de gola (encara que no estigui demostrada la seva causalitat de forma indubtable). Alguns estudis han trobat que la infecció per papil·lomavirus humà (VPH) és responsable de virtualment tots els casos de càncer cervical i no sembla haver-hi.
Els condons protegeixen de la infecció per VPH, però no eviten completament la transmissió. En estudiantes universitàries que havien usat adequadament els preservatius mostraven un 37,8% d'incidència anual d'infeccions amb VPH genital, comparat amb una incidència d'un 89,3% entre els que no el feien servir.
El govern dels EUA no disposa de dades fiables sobre les taxes d'incidència de berrugues genital, ja que no es tracta d'una malaltia de declaració obligatòria (MDO)., tanmateix es calcula que 20 milions de persones s'infecten actualment amb berrugues genitals, i hi ha sis milions de nous casos de berrugues genitals anualment als EUA.

## Vaccinació i salut pública
Segons l'Institut Nacional del Càncer (EUA):
| « | La vaccinació generalitzada té el potencial per reduir les morts per càncer cervical arreu del món en dos terços, si totes les dones es vaccinessin i si la protecció resulta ser a llarg termini. A més a més, els vaccins poden reduir la necessitat per cures mèdiques, biòpsies i procediments invasius associats amb el seguiment des de proves citològiques anormals, que així ajuden a reduir costos d'assistència sanitària i ansietats relacionades a proves citològiques anormals i procediments de seguiment. | » |

Els actuals vaccins preventius protegeixen contra els dos tipus de VPH (16 i 18) responsables d'un 70% dels càncers cervicals. A causa de la distribució de tipus de VPH associats amb càncer cervical, és probable que els vaccins siguin la majoria eficaços a Àsia, Europa i Nord-amèrica. el disseny de vaccins per a més tipus del VPH faria el vaccí menys sensible a variacions regionals dels tipus més prevalents.
En els països en vies de desenvolupament només un 41% de dones amb càncer cervical poden accedir a tractament mèdic per a la seva malaltia.

### Poblacions diana del vaccí
Gardasil i Cervarix són vaccins preventius, recomanats per a dones entre els 9 i 25 anys i que no han contret la infecció per VPH. Tanmateix, ja que és improbable que una dona hagi contret els quatre tipus que cobreixen els vaccins distribuïts actualment, i perquè VPH es transmet principalment per transmissió sexual, els EUA CDC ha recomanat la vaccinació per a dones fins a 26 anys.
Quan Gardasil es presentà, es recomanava com a prevenció per al càncer cervical per a dones menors de 25 anys. Les noves evidències suggereixen que tot el Papil·lomavirus Humà (VPH) els vaccins són eficaç evitant càncer cervical per a dones fins a 45 anys.
El novembre de 2007, Merck presentava dades noves sobre Gardasil. Aquestes dades indicaven que en un estudi d'investigació, el seu vaccí de VPH reduïa la incidència dels tipus de VPH 6, 11, 16 i la infecció persistent pel tipus 18 relacionada i malaltia en dones durant l'edat 45. L'estudi avaluava dones que eren lliures d'infecció des de com a mínim un tipus de VPH de vaccí al començament de l'estudi, i qui romania lliure d'infecció amb els tipus de VPH pertinents fins que completaven la sèrie de vaccinació de tres dosis. Merck planejava sotmetre aquestes dades abans del final del 2007 a la Food and Drug Administration (FDA), i buscar una indicació per a Gardasil per a dones a partir dels 45 anys.

### Vaccinació durant l'embaràs
En assajos clínics amb Gardasil, 1.115 dones embarassades reberen el vaccí de VPH. En conjunt, les proporcions d'embarassos amb un resultat advers eren comparables en subjectes que rebien Gardasil i subjectes que rebien placebo. Tanmateix, els assaigs clínics tenien una mida mostral relativament petita. Actualment, el vaccí es recomana que no s'administri a dones prenyades. Es desconeixen els efectes a llarg termini d'aquests vaccins sobre la fertilitat.

### Vaccinació d'homes
Gardasil™ també es pot administrar en homes per reduir el seu risc de berrugues genitals i lesions precanceroses provocades pel VPH. La reducció en lesions precanceroses pretén reduir les proporcions de càncer penià i anal en els homes. Ja que els càncers penils i anals són molt menys comuns que el càncer cervical, és probable que la vaccinació de VPH d'homes joves sigui molt menys rendible que per a dones joves. des d'un punt de vista de salut pública, els homes que es vaccinen així com les dones poden ser útils per a disminuir la prevalença de la infecció per VPH poblacional. Gardasil és particularment demanada entre homes que practiquen sexe anal, que tenen un major risc d'adquisició de berrugues genitals, càncer penià i càncer anal.
Just com amb dones, el vaccí s'ha d'administrar abans d'adquirir la infecció amb els tipus de HPV coberts pel vaccí. La vaccinació abans de l'adolescència fa més probable que el receptor no hagi estat exposat al VPH.
Al Regne Unit, els vaccins de VPH es concedeixen una llicència per als nois de 9 a 15 anys. Merck, el fabricant de Gardasil, vol demanar el permís per comercialitzar el vaccí als Estats Units per a nois i homes entre 9 i 26 anys a la FDA. El vaccí disponible als Estats Units pot ser usat per a vaccinar homes segons els usos autoritzats.

### Vaccinació a Catalunya
A 2025 s'aconsella el següent:
1. A homes no vacunats fins als 18 anys i dones fins als 25 anys. PAUTA 1 DOSI
2. Persones no vacunades amb determinades SITUACIONS DE RISC FINS ALS 45 anys
1 DOSI fins als 25 anys i
2 DOSIS a partir dels 26 anys pauta 0-6 mesos.
Es consideren situacions de risc:
- Persones assignades home al néixer
- Homes que tenen relacions sexuals amb homes
- Abusos
- Situació de prostitució

3. Persones NO VACUNADES AMB IMMUNOSUPRESSIÓ fins als 45 anys 
PAUTA DE 3 DOSIS: Als 0 - 1 o 2 - 6 mesos.
També s'hi consideren:
- VIH
- WHIM (Vacuna que cobreixi tipus 6 i 11)
- Trasplantaments d'òrgan sòlid (TOS) o hematopoètic (TPH)

Si ha rebut una pauta amb una o dues dosis amb anterioritat, completar la vacunació fins a 3 dosis.
4. Dones, independentment de l'edat, que hagin rebut qualsevol tractament per LESIÓ INTRAEPITELIAL D'ALT GRAU EN CERVIX (CIN2+)
La vacunació es realitzarà preferentment abans del tractament de la lesió, si no és possible, el més aviat que es pugui en finalitzar el tractament.

## Efectes adversos
Segons el FDA i CDC, el vaccí només té efectes secundaris menors, com dolor al voltant de l'àrea d'injecció. El FDA i CDC consideren que el vaccí és segur. No conté mercuri, timerosal o virus vius (atenuats) o morts, només conté partícules virals sintètiques, que no es poden replicar en el cos humà. Merck, el fabricant de Gardasil, continuarà fent el seguiment en dones que han rebut el vaccí per determinar l'eficàcia del vaccí durant el període de vida.
El 2009 arran de la inclusió del vaccí en els programes de vaccinació de Catalunya i el País Valencià es començaren a produir notificacions de reaccions adverses en persones que havien estat vaccinades amb el vaccí Gardasil comercialitzada per la filial de Sanofi-Aventis (Sanofi Pasteur MSD) tot i que encara no s'ha pogut establir la causa d'aquests efectes adversos, ja que el vaccí era administrada conjuntament amb el vaccí de l'hepatitis A-B.
Tot i aquests casos, aquests efectes adversos ja es trobaven entre les contraindicacions del vaccí notificades a l'EMEA abans d'autoritzar-ne la seva comercialització. Davant aquesta situació les autoritats sanitàries de la UE continuà recomanant-ne la vaccinació al febrer de 2009.

## Mecanisme d'acció
L'última generació de vaccins preventius contra el VPH es basen en partícules similivíriques (Virus Like Particles, o VLPs en anglès) formades per proteïnes recombinants de l'envolcall del VPH. Els vaccins es dirigeixen al tipus de VPH amb major freqüència d'associació amb el càncer de coll uterí, els tipus 16 i 18. Junts, aquests dos tipus de VPH actualment provoquen aproximadament un 70% de tot els càncers cervicals. Gardasil™ també té com a diana els tipus de VPH d'objectius 6 i 11, que junts actualment causa al voltant d'un 90 per cent de tots els casos de berrugues genitals. Gardasil també ataca els tipus 6 i 11 del VPH els que causen el 90% dels casos de berrugues genitals.
Gardasil™ i Cervarix™ estan dissenyats per provocar neutralitzant virus respostes d'anticòs que eviten la infecció inicial amb els tipus de VPH presents al vaccí. S'ha establert que els vaccins ofereixen protecció d'un 100 per cent contra el desenvolupament de precàncers cervicals i berrugues genitals provocades pels tipus de VPH al vaccí, amb pocs efectes secundaris. Els efectes protectors del vaccí s'esperen que duri un mínim de 4,5 anys després de la vaccinació inicial.
Per raons evidents el període d'estudi no ha estat prou llarg perquè el càncer cervical es desenvolupés i, per tant, no s'ha pogut establir fefaentment l'eficiència d'aquest vaccí a l'hora de prevenir el càncer de coll uterí. Tot i així es considera altament probable que redueixin de forma significativa la prevenció de les lesions cervicals precanceroses o displàsies.
Encara que un estudi de 2006 suggereix que els vaccins poden oferir protecció limitada actuant nomé contra uns quants tipus de VPH que són de prop relacionada amb VPHs 16 i 18, hi ha uns altres tipus de VPH de risc alt que no són afectats pels vaccins actuals. La investigació en curs se centra en el desenvolupament de vaccins del VPH que oferiran protecció contra una gamma més ampla de tipus de VPH. hi ha també interès d'investigació substancial en el desenvolupament de vaccins terapèutics, la qual cosa procura provocar respostes immunitàries en contra d'infeccions de VPH establertes i càncers provocats de VPH.

## Aplicació del vaccí
En països desenvolupats, l'ús estès de programes de cribratge de frotis cervicals per a citologies de Papanicolao ha reduït la incidència de càncer cervical invasiu per un 50% o més. Els vaccins preventives actuals redueixen, però no eliminen la probabilitat de desenvolupar un càncer cervical. Per això, els experts recomanen que les dones combinin els beneficis de la vaccinació com el cribratge de frotis cervical regular, fins i tot després de la vaccinació.

### Alemanya i Itàlia
El 26 de març, de 2007 es concedí, tant a Alemanya com a Itàlia, la primera aprovació per a vaccinacions amb Gardasil™.

### Austràlia
A principis del 2007 el govern federal australià començà a finançar un programa voluntari i gratuït de vaccinació amb Gardasil a les dones vell entre 12 i 26 per un període de dos anys, amb un programa de vaccinació en curs per a dones entre 12 i 13 com a part de la vaccinació d'institut preexistent program.
El govern australià i el PBS (Pharmaceutical Benefits Scheme) han aprovat el vaccí per a l'ús i el 2007 començaren un programa de vaccinació a escala nacional de franc per a alumnes entre 7 a 12 anys. Aquests programes són correguts per consells locals amb subministraments de finançament i vaccins que venen del govern. El procés d'aprovació de subsidi, tanmateix, sembla haver estat fortament influït per la interferència de tots els partits polítics, i pel primer ministre que públicament recomanava que s'aprovaria (abans de la seva aprovació definitiva). A més a més, les dones entre 18 i 26 anys en el moment de la primera dosi poden rebre el vaccí de franc a petició del seu metge de capçalera. Després de juny de 2009, el programa es preveu que es restringeixi a noies entre 12 i 13 anys. Austràlia també aprovava Gardasil™ per a nois de 9 a 15 anys, però Austràlia no està proporcionant finançament governamental per vaccinar aquests nois.

### Canadà
El Canadà ha aprovat ús de Gardasil. Iniciar i finançar programes de vaccinació lliures ha estat deixat per a Governs de Província/Territori individuals. A les províncies d'Ontario, Illa del Príncep Eduard, Terranova i Nova Escòcia
, les vaccinacions lliures per protegir dones contra HPV es preveia que es comencessin a aplicar a prtir del setembre de 2007 i s'oferiran a les noies 11-14 en edat. Els programes de vaccinació similars també s'estan planejant a Colúmbia Britànica i Quebec.

### Corea del Sud
El 27 de juliol, de 2007, el govern de sud-coreà aprovà l'ús de Gardasil™ per a noies i les dones entre 9 i 26 anys i els nois entre 9 i 15 anys. En nois s'aprovà basant-se en la seguretat i la immunogenicitat, però no en l'eficàcia.

### França
El 17 de juliol, de 2007, França emetia una directiva
autoritzant la vaccinació voluntària i finançada parcialment per l'estat per a les noies de 14 a 23 anys que no siguin sexualment actives o hagin estat sexualment actives durant menys d'un any. L'estat reintegra un 65% del cost, basat en un programa de 3 vaccinacions de 135 € cadascuna, és a dir que el receptor paga 141,75 €.

### Grècia
El 12 de febrer, de 2007, Grècia feia obligatòria la vaccinació de HPV per a noies que entraven a gymnasion (7è grau). Tots els vaccins incloent-hi el vaccí de l'hepatitis B són obligatoris i es proveeix per a tothom a Grècia, amb pares als quals es permet optar deixar de vaccinar els seus fills. Cervarix™ i Gardasil™ s'administren de forma lliure a totes les noies i dones amb edats entre 12 i 26.

### Regne Unit
Al Regne Unit el vaccí està autoritzat per a les noies i els nois entre 9 i 15 anys i les dones entre 16 i 26.
La vaccinació de VPH s'introduirà al programa d'immunització nacional el setembre de 2008, perquè les noies entre 12-13 anys. Al començament de la tardor 2009, una dues trampa d'any cap amunt de campanya vaccinarà totes les noies fins a 18 anys. Aquesta trampa cap amunt de campanya s'oferirà a vaccinar:
- les noies entre 16 i 18 des de la tardor 2009, i
- les noies entre 15 i 17 des de la tardor 2010.

Al final de la campanya inicial de vaccinació, a totes les noies menys de 18 se'ls haurà ofert el vaccí del virus del papil·loma.
Quan comenci el programa de vaccinació de HPV en 2008, les dones durant l'edat de 18 no es vaccinaran com no es costaria això eficaç evitant càncer cervical. Això és perquè tan aviat com una dona es torni sexualment activa, està en perill d'infecció amb el virus.
Passaran dècades abans que el programa de vaccinació tingui efecte sobre la incidència del càncer cervical així s'aconsella que les dones continuïn acudint a les cites per al cribratge cervical

### Romania
El novembre de 2008, les autoritats romaneses llançaven una campanya de vaccinar 110.000 noies entre 10 i 11 anys. El Ministeri de Salut adquirí 330.000 dosis de vaccí per 23 milions d'euros. Per una ordre del Ministeri, els pares de les noies han d'estar d'acord o rebutjar la vaccinació per escrit i "han d'assumir plenament les conseqüències per als seus fills" si rebutgen la vaccinació.

### Estats Units
El 2007 aproximadament una quarta part de les noies estatunidenques entre 13 i 17 anys havien rebut com a mínim una de les tres dosis de la vaccinació del VPH.

#### Legislació
Gairebé totes les legislacions estatals que fan obligatòria el vaccí per a l'entrada escolar permeten renunciar a la vaccinació.

#### Immigrants
Tots els vaccins recomanats pel govern dels EUA per als seus ciutadans s'exigeixen igualment per als sol·licitants de la targeta verda. Per això el vaccí del VPH s'exigeix per a la selecció de dones joves que volen emigrar als Estats Units. Aquest requisit també ha causat controvèrsia a causa del cost del vaccí, i perquè els altres vaccins exigides eviten malalties que són transmeses per via respiratòria i es consideren altament contagioses.

## Oposició a la inclusió als calendaris de vaccinació
La majoria de crítiques llançades sobre la inclusió d'aquest vaccí en els calendaris de vaccinació se centren en la manca d'evidència que aquest vaccí ha mostrat sobre la incidència de càncer de coll uterí, que aquesta no cobreix tots els tipus responsables de causar el càncer, sobre el cost excessiu que tenia aquest vaccí l'any 2008. Les mateixes autoritats sanitàries catalanes reconeixen a nivell de Catalunya el cost d'administrar aquest vaccí (8,5 milions d'euros anuals) i que el nombre de casos de càncer de coll uterí rondaven els 256 casos anuals i 90 morts atribuïdes a aquest càncer. Una ràpida anàlisi de cost-efectivitat revela que el cost per a prevenir un cas de càncer de coll uterí seria, com a mínim, de 33.000 € anuals. Aquestes crítiques foren prèvies als primers casos d'efectes adversos

### Companyies d'assegurances mèdiques
Als Estats Units hi ha hagut una oposició significativa de les companyies d'assegurances mèdiques per a cobrir el cost del vaccí ($360).

### Grups conservadors i religiosos
Uns quants grups conservadors als EUA s'han oposat públicament a l'obligatorietat de la vaccinació del VPH per a noies preadolescents, afirmant que obligar la vaccinació és una violació de drets dels pares. Tant el Consell d'Investigació Focus on the Family Position Statement donen suport a disponibilitat estesa (universal) de vaccins de HPV però s'oposen a vaccinacions de VPH obligatòries per a entrada a l'escola pública.

### Resposta
Moltes organitzacions estatunidenques estan en desacord amb l'avaluació entre la qual el vaccí augmentaria l'activitat sexual entre els adolescents. El Dr. Christine Peterson, director de la University of Virginia's Gynecology Clinic, deia "Que la presència de cinturons en cotxes no fa que la gent condueixi de manera menys segura. La presència d'una vaccí al cos d'una persona no fa que participin en el comportament de risc en què no participarien altrament."
Tots els estats dels EUA permeten als pares rebutjar la vaccinació de les seves filles per raons religioses.